# Savolax-Karelens valkrets

Savolax-Karelens valkrets är en valkrets i Finland vid riksdagsval som omfattar Norra Savolax och Norra Karelen.
Valkretsen har 15 mandat i riksdagen.

## Omfattning
Valkretsen bildades 2015 som en sammanslagning av Norra Savolax valkrets och Norra Karelens valkrets, och täcker således landskapen Norra Karelen och Norra Savolax. Dess gränser förändrades något inför valet 2023, efter att Jorois och Heinävesi kommuner överförts från Södra Savolax och Sydöstra Finlands valkrets.

## Valresultat 2015-2023
| 1 | 2 | 1 | 3 | 6 | 1 | 2 |

| 8 | 8 |

| 1 | 3 | 1 | 3 | 4 | 1 | 2 |

| 6 | 9 |

| 1 | 3 | 1 | 3 | 3 | 1 | 3 |

| 7 | 8 |

## Riksdagsledamöter 2023-2027

### Sannfinländarna(3)
- Sanna Antikainen
- Minna Reijonen
- Timo Vornanen

### Centern i Finland(3)
- Hannu Hoskonen
- Hanna Räsänen
- Markku Siponen

### Finlands Socialdemokratiska Parti(3)
- Seppo Eskelinen
- Timo Suhonen
- Tuula Väätäinen

### Samlingspartiet(3)
- Marko Kilpi
- Karoliina Partanen
- Markku Eestilä

### Kristdemokraterna i Finland(1)
- Sari Essayah

### Gröna förbundet(1)
- Krista Mikkonen

### Vänsterförbundet(1)
- Laura Meriluoto